# Idioma samareño
El samareño, waray o bisaya de Leyte y Sámar es una lengua del filo austronesio; según una clasificación forma parte de la rama occidental de las lenguas malayo-polinesias y según otra (que parece la actual o de uso mayoritario) forma parte de las lenguas centrofilipinas dentro de las lenguas malayo-polinesias. Ambas clasificaciones coinciden en que pertenece a las lenguas bisayas. El samareño lo hablan en las Filipinas unos 2,6 millones de personas. Se le da el código de tres letras ISO 639-3  war, pero no tiene código de dos letras ISO 639-1. Debido al contacto con el idioma español, cuenta con bastantes aportes léxicos del mismo.
El samareño es la lengua nativa de los habitantes de la isla de Sámar. No obstante, por la cercanía, también se habla en la provincia de Biliran y la porción oriental de Leyte, así como en Siquijor. Es una de las ocho lenguas regionales reconocidas en Filipinas (las dos que son nacionales son una modalidad oficial del tagalo y el inglés) y es ampliamente utilizada en los medios de comunicación, en especial en radio y televisión. Sin embargo los medios impresos en esta lengua son raros, porque muchos periódicos regionales se publican en inglés. Se emplea también en las celebraciones religiosas y misas de la Iglesia católica en la región y hay biblias traducidas a este idioma. Las canciones son generalmente muy apreciadas y se oyen en la radio. 

## Pronombres
|                                  | Absolutivo | Ergativo       | Oblicuo  |
| 1.ª persona del singular         | ako, ak    | nakon, nak, ko | akon, ak |
| 2.ª persona del singular         | ikaw, ka   | nimo, nim, mo  | imo, im  |
| 3.ª persona del singular         | hiya, siya | niya           | iya      |
| 1.ª persona del plural inclusivo | kita, kit  | naton          | aton     |
| 1.ª persona del plural exclusivo | kami, kam  | namon          | amon     |
| 2.ª persona del plural           | kamo       | niyo           | iyo      |
| 3.ª persona del plural           | hira, sira | nira           | ira      |

## Números
1. usá

2. duhá

3. tuló

4. upát

5. limá

6. unóm

7. pitó

8. waló

9. siyám

10. napúlo

11. onse (a menudo se emplea el español para números superiores a 10)

100 cien/gatos

1.000 mil/yukot

1.000.000 milyon

## Ejemplos
- ¿Puedo hacerle una pregunta? - Puydi ba ako mamakiana?
- ¡Buenos días!              - Maupay nga adlaw!
- ¿A dónde va usted?          - Makaín ka?
- ¿Dónde está el cuarto de baño?- Hain iton banyo (o baño)?
- ¿Cómo se llama usted?         - Ano iton imo ngaran?
- ¿Dónde está el mercado?     - Hain/Diin ba iton mercado?
- Quisiera dos de esos.       - Gusto ko (hin) duha ini.
- Hola, Me llamo Pedro.   - Kumusta. Pedro iton akon ngaran. o Ako hi Pedro.